# Nóż w wodzie
Nóż w wodzie (lit. "El ganivet a l'aigua") és una pel·lícula polonesa de l'any 1962 dirigida per Roman Polański. El film es pot considerar com un drama amb elements de psico-thriller que tracta de la sortida amb barca que fa una jove parella d'enamorats. La idíl·lica i tranquil·la excursió es veurà pertorbada per l'entrada en escena d'un jove transeünt a qui deixen pujar a la barca i que acabarà posant a prova la consistència de la parella. Nóż w wodzie és el primer llargmetratge de Roman Polański, considerat com el punt d'arrencada de la seva carrera internacional. El film va guanyar el premi de la crítica del Festival de Cinema de Venècia i va ser nominat a un Oscar per la millor pel·lícula de parla no anglesa de 1964.

## Argument
L'exitós periodista Andrzej i la seva jove parella Krystyna van a passar el cap de setmana als llacs de Masuria (polonès: Pojezierze Mazurskie) per tal de navegar amb el seu veler. Pel camí es topen amb un jove transeünt al qual inviten a l'excursió amb barca. Això no obstant, al llarg de la jornada es produeixen constants confrontacions verbals entre el burgès Andrzej i el rebel i llibertari hoste, qui té un imposant ganivet amb el qual juga i s'entreté al llarg de tota l'excursió. Els dos joves, per tal d'impressionar a Krystyna, es mesuren d'una i altra manera les forces, sense que cap d'ells aconsegueixi imposar-se com a clar guanyador.
Al matí, després d'haver passat la nit al veler, Andrzej sorprèn a la seva parella i el jove tot conversant distesament a la borda del veler. Andrzej i el jove tenen un frec a frec i de manera deliberada Andrzej acaba llançant el preuat ganivet del jove a l'aigua. Com que Andrzej no té cap intenció de llançar-se a l'aigua per tal de recuperar el ganivet, tal com li exigeix el jove, finalment és aquest darrer qui s'acaba llançant també a l'aigua malgrat no saber nedar. Passat un breu temps, encara no es veu rastre del jove a la superfície i la parella tem que no s'hagi ofegat. Ambdós es tiren a l'aigua per tal de trobar-lo, sense èxit, i Andrzej se'n aleshores nedant fins a la costa per tal d'informar a la policia. El jove, això no obstant, no s'ha ofegat sinó que s'ha amagat darrere d'una boia i, quan s'adona que Krystyna s'ha quedat sola a la borda, retorna a l'embarcació. Després de discutir, es reconcilien i acaben dormint junts. El veler retorna tot seguit a la costa i abans d'atracar el jove abandona l'embarcació per tal de no ser vist per Andzej, qui espera a Krystyna al moll. Ell li explica que finalment no s'ha atrevit a avisar a la policia i aleshores ella li confessa que no cal perquè el jove no s'ha ofegat sinó que ha reaparegut i que fins i tot li ha estat infidel. Andrzej no se'n creu ni una paraula. Ell continua convençut de la mort del jove i pensa que Krystyna s'empesca aquesta sòrdida història per tal de protegir-lo i no alarmar a la policia. La parella posa fi a la seva excursió del cap de setmana, tot enfilant-se al cotxe i retornant cap a casa. En arribar a un encreuament, on un dels camins condueix cap a la policia, el cotxe s'atura indecís.

## Repartiment
- Leon Niemczyk: Andrzej
- Jolanta Umecka: Krystyna
- Zygmunt Malanowicz: jove transeünt

## Premis
- Guanyadora del FIPRESCI al Festival Internacional de Cinema de Venècia de 1962.
- Nominada a la millor pel·lícula de parla no anglesa a la cerimònia dels Oscars de 1964. La guanyadora va ser no obstant l'aclamada Otto e mezzo del director italià Federico Fellini.
- Nominada a la categoria Millor pel·lícula dels premis BAFTA de 1964.